# ふくやまけいこ
ふくやま けいこ（1961年9月7日 - ）は、日本の漫画家。東京都生まれ、育ちは千葉県松戸市。

## 来歴
本名は福山慶子。1961年生まれ。東京都浅草出身。
デパート勤務の傍ら、アニドウのアシスタントとなり、会誌『FILM 1/24』などにイラストを描き、1981年7月にアニドウ発行の同人誌の形で作品集『ふくやまジックヴック - 福山慶子画集 -』を発表しヒット作となる。同年10月に『地下鉄のフォール』で商業誌デビュー（この時の名義は「福山慶子」）。以降、ファンタジー・SF分野を中心に作品を発表。また、小説・児童文学などの挿絵も数多く手がけている。

## エピソード
かつてアニメ自主制作グループ「グループえびせん」に所属していたことがあり、短篇『錆びた館』（1982年、原作・角銅博之、総時間2分30秒程度）ではキャラクターデザインを担当した。同作は1982年4月23日にテレビ東京系の番組『もんもんドラエティ』内で手塚眞の紹介とともにテレビ放映された。この作品は同年6月24日には東京・恵比寿にあるショープラザ・スペース50にて元となったペーパーアニメ版『錆びた館』とともに上映会が開かれた。

## 作品リスト

### 漫画
- ふくやまジックヴック - 福山慶子画集 -  （アニドウ）
- 地下鉄のフォール （ふゅーじょんぷろだくと1981年10月号）
- ファンテール（ジ・アニメ連載、1982年6月号 - 1984年10月号） - Jコミにて電子書籍化
- エリス&アメリア ゼリービーンズ （SF & FANTASY リュウ不定期連載、1982年 - 1983年、コミックは描き下ろしを含む） - Jコミにて電子書籍化
- 何がジョーンに起こったか（月刊Betty1982年創廃刊号）
- タップ君の探偵室 （SF & FANTASY リュウ連載、1984年5月号 - 1985年3月号） - Jコミにて電子書籍化
- ライム RHYME
- チカチカ☆ミミちゃん（DUO連載、1984年7月号 - 1985年3月号）
- 福袋（コミックボックス別冊、1986年10月）[3]
- ライラック物語 （ニコニココミック連載、1986年7月号 - 1987年2月号）
- サイゴーさんの幸せ （月刊ウィングス連載、1987年5月号 - 1990年5・6月号）
- 東京物語 （アニメージュ連載、1987年11月号 - 1992年1月号）
- へのへの
- お父さんのクリスマス
- レイニー通りの虹 （月刊MOE連載）
- アップフェルラント物語 （田中芳樹原作、アニメージュ連載、1992年2月号 - 11月号）
- 星の島のるるちゃん （なかよし連載、1993年4月号 - 1994年8月号）
- まぼろし谷のねんねこ姫 （なかよし連載、1994年11月号 - 1998年3月号）
- 桜（月刊少年キャプテン連載、1995年9月号 - 11月号、単行本「髪切虫」収録）
- 髪切虫（コミック電撃大王連載、1996年2月号 - 10月号）
- 有機くんの隣人 （眠れぬ夜の奇妙な話連載）
- すてきな瞳
- ふくやま動物大百科
- 妖精の秘密
- ナノトリノ （Comic GUM連載）
- ポケモン ピカチュウ・ニャースの大ぼうけん （小学一年生連載、2004年4月号 - 2005年3月号）
- 夏の魔術 （原作：田中芳樹、月刊少年シリウス連載、2005年7月号 - 2007年3月号）
- ひなぎく純真女学園 （月刊COMICリュウ連載、2006年11月（創刊）号 - 2010年8月号）
- 話の話（月刊コミックラッシュ シリーズ連載）
- 緑の髪のアミー（まんがライフおよびまんがライフオリジナル増刊号→まんがライフセレクションに、2001年から2010年にかけて不定期掲載）
- メルモちゃん（月刊COMICリュウ 2009年11月号読切、2010年10月号 - 2011年8月号、以後2012年まで公式サイトでのweb連載、福山けいこ名義）
- おてんき小春ちゃん（まんがタイムスペシャル 2010年4月号 - 2012年11月号、目次ページの4コマ漫画）
- コスママ（まんがライフMOMO 2014年4月号、7月号、11月号）
- 週刊マンガ日本史（朝日新聞出版）
  - 第14号『足利義満』（2010年）
  - 第49号『ひめゆり学徒隊』（2010年）
- 週刊マンガ世界の偉人（朝日新聞出版）
  - 第16号『ガリレオ』（2012年）
  - 第61号『いわさきちひろ』（2013年）
- ふくやまけいこ作品集 グラニュー島とカリンちゃん
  - グラニュー島! 大冒険（なかよし連載、1998年8月号 - 1999年1月号）
  - やっタネ! カリンちゃん（小学二年生連載、2001年4月号 - 2002年3月号）
  - やっタネ!! カリンちゃん（原題：やっタネ! カリンちゃん）（小学二年生連載、2002年4月号 - 12月号）
- ふくやまけいこ作品集 オリヒメ
  - 掲載時タイトル『ふくやま童話』（ほんとうに怖い童話（ぶんか社刊）2004年7月号 - 2005年11月号・2006年1月号 - 2006年9月号掲載）
- ふくやまけいこ作品集 ヒコボシ
  - 掲載時タイトル『ふくやま童話』（ほんとうに怖い童話（ぶんか社刊）2006年10月号 - 2008年2月号）ほか1989年から2000年にかけてメフィスト、サスペリア増刊、なかよし、小説JUNE、ザテレビジョンダイジェスト版に単発で発表された短編作品等を収録
- 〈うるうる話・ゆかいな話〉つるのおん返し・けんじゃのおくり物ほか（共著、小学館）
- ピンキーとキラキラーズ（ちゃぐりん）
- ふしぎ森の百神さま（ちゃぐりん、2014年5月号 - ）

### アニメ
- ふくやま劇場 なつのひみつ （OVA1990年アーバンブロダクト） - 原作
- アップフェルラント物語 （映画1992年徳間ジャパンコミュニケーションズ） - 原作
- ピカチュウのなつやすみ （映画1998年小学館プロダクション） - エンディング作画

### 挿絵
- 夏の魔術 （田中芳樹の小説シリーズ）
- 窓辺には夜の歌（田中芳樹の小説シリーズ）
- 白い迷宮（田中芳樹の小説シリーズ）
- 春の魔術（田中芳樹の小説シリーズ）
- ゆうれいママシリーズ （堀直子作）
- 真っ赤な扉（覚和歌子作）
- 野菜畑で会うならば（佐々木禎子作、JUNEノベルズ、2003年）